# Казалето Лодиђано
Казалето Лодиђано (итал. Casaletto Lodigiano) је насеље у Италији у округу Лоди, региону Ломбардија.
Према процени из 2011. у насељу је живело 377 становника. Насеље се налази на надморској висини од 84 м.

## Становништво
| 1936. | 1951. | 1961. | 1971. | 1981. | 1991. | 2001. | 2011. |
| ----- | ----- | ----- | ----- | ----- | ----- | ----- | ----- |
| 1.340 | 1.493 | 1.445 | 1.336 | 1.272 | 1.668 | 1.959 | 2.779 |